# Захаров Володимир Олексійович
Володимир Олексійович Захаров (нар. 1 лютого 1950, Чистякове, Донецька область, УРСР — пом. 2015, Донецьк, Україна) — радянський футболіст, півзахисник та нападник.

## Життєпис
У першості СРСР виступав за команди «Шахтар» Торез (1967-1968), «Шахтар» Донецьк (1968-1974), «Кривбас» Кривий Ріг (1975-1979). У чемпіонаті в 1968-1971, 1973-1974 роках провів 65 матчів, відзначився п'ятьма голами.
У серпні 2014 року у Захарова діагностували рак легенів другій стадії з метастазами в головний мозок. Помер через вісім місяців лікування.